# Jàson de Nisa
|  | Per a altres significats, vegeu «Jàson (desambiguació)». |

Jàson de Nisa (en llatí Jason, en grec antic Ἰάσων "Jáson") (segle i aC) fou un filòsof estoic grec nascut a Nisa (Nysa), fill de Menècrates i per part de mare net de Posidoni, que va ser el seu mestre i al que va succeir.
Va florir cap a la meitat del segle i aC.
L'enciclopèdia Suides menciona les seves obres:
- Βίοι ἐνδόξων
- Φιλοσόφων διαδοχαί
- Βίος Ἑλλάδος, en quatre llibres
- Περὶ Ῥόδου

Les dues darreres sembla que més probablement corresponen a Jasó d'Argos.